# Philibert (jeux)
Pour les articles homonymes, voir Philibert.
Philibert est une société française spécialisée dans la vente de jeux de société, fondée à Strasbourg en 1978.
Avec ses deux boutiques situées dans le centre-ville de Strasbourg et son site internet, l’entreprise est ce que qu’on appelle, en jargon marketing, un click and mortar. En décembre 2021, Philibert est entré dans le groupe suédois Embracer Group. 

## Historique
En 1978, deux salariés d’une entreprise grossiste en jouet décident de s’associer pour créer une boutique spécialiste de jeux à Strasbourg. Ils optent pour le nom de Philibert, la contraction de leurs deux prénoms, Philippe et Robert. 
En 2001, Philibert ouvre son site internet sous le nom de domaine philibertnet pour se différencier de la société homonyme Philibert Groupe, spécialisée dans le transport. 
Aujourd’hui, Philibert tire plus de 80% de son chiffre d’affaires par le biais de son activité en ligne.
En 2011, à la suite du départ à la retraite de son fondateur Philippe, l’entreprise Philibert est rachetée par cinq salariés. 
En 2020, la société est cédée à l’éditeur de jeux français Asmodée,, lui-même propriété du fonds PAI partners.  
En 2021, dans le cadre du rachat d’Asmodée par l’éditeur de jeux vidéo suédois Embracer,, Philibert intègre Embracer Group.
En 2021, l’entreprise comptait une centaine de salariés.
En 2022, Philibert a été classé premier site de vente en ligne de loisirs dans la catégorie Jeux spécialisés par le magazine Capital.  